# Otto Christian von Lohenschiold

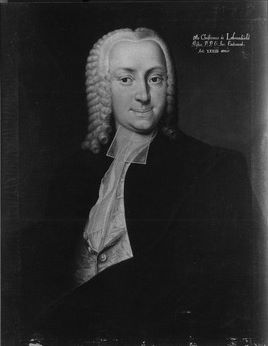
Otto Christian von Lohenschiold auf einem Porträt von 1753 in der Tübinger Professorengalerie

Otto Christian von Lohenschiold (* 20. August 1720 in Kiel; † 4. September 1761 in Tübingen) war Professor der Geschichte an der Universität Tübingen.

## Leben
Otto Christian von Lohenschiold war Sohn von Gerhard Loheman, Materialverwalter auf die Festung Friedrichsort, nahe Kiel. Am 30. März 1726 wurde er in den Adelsstand erhoben mit dem Namen Gerhard von Lohenschiold, später wurde er Gutsbesitzer, 1749 köngl. dänisch Staatsrat. Otto Christian von Lohenschiold erhielt seine Gymnasialbildung in Schleswig, wo die Familie seit rund 1736 wohnte. Er studierte ab 1739 die philosophischen und schönen Wissenschaften, Rechtsgelehrsamkeit und Geschichte an der Universität Jena, letztere hauptsächlich unter Leitung des Professors Christian Gottlieb Buder. Nach Beendigung der Universitätsstudien begleitete er zuerst den Erbprinzen von Nassau-Weilburg, später einen jungen Grafen von Degenfeld-Schomberg, und zuletzt zwei Herren v. Röder auf Reisen in Deutschland, Frankreich und Italien. Mit den Letztgenannten kam er 1749 nach Tübingen, wo er durch seine umfassende literarische Bildung und Welterfahrung die Aufmerksamkeit auf sich zog. Da dort gerade der Lehrstuhl für Geschichte vakant war, wurde Otto Christian von Lohenschiold 1750 zum ordentlichen Professor der Geschichte und außerordentlichen Professor der Rechtswissenschaft ernannt.
Er wird kritisiert, Geschichte mehr als Unterhaltungsstoff behandelt und wenig Gewicht auf wissenschaftliche Forschung gelegt zu haben. Er verfasste einige akademische Gelegenheitsschriften und eine Übersetzung von Giannones Geschichte von Neapel. Die Vorlesungen, die er hielt, waren:
- Allgemeine Geschichte
- Deutsche Reichshistorie
- Europäische Staatengeschichte nach Samuel Freiherr von Pufendorf
- Ein Collegium über die politischen Zeitungen.

Seine Frau, die er 1751 geheiratet hatte, war eine Tante des Dichters Friedrich Hölderlin, Maria Elisabeth, die Tochter Friedrich Jakob Hölderlins, Klosterhofmeisters in Lauffen am Neckar. Lohenschiold starb am 4. September 1761 an einem hitzigen Fieber.